# Грабельки довгодзьобі
Грабельки довгодзьобі, грабельки довгодзьобові (Erodium ciconium) — вид рослин з родини геранієві (Geraniaceae), поширений у Європі, Азії, Північній Африці.

## Опис
Однорічна рослина 15–30 см. Листки в контурі довгасто-яйцеподібні або майже трикутні, стрижень між частками лопатевий. Зонтики 5—10-квіткові. Чашолистки 6–7 мм, при плодах до 12 мм довжиною, з більш довгим, до 3 мм завдовжки, гострим кінцем. Пелюстки 7 мм довжиною, рожеві. Стебла вертикальні або висхідні, висотою 10–60 см. Плід довжиною ≈ 8 мм.

## Поширення
Поширений у Північній Африці, південній частині Європи, західній і середній Азії, Пакистані.
В Україні вид зростає на схилах, полях, у степах, засмічених і піщанистих місцях — у Причорноморських степах (Одеса, Миколаїв, Херсон, Присивашье), зрідка; в Криму (крім поясу букових лісів і яйли), досить зазвичай.